# Állampapír
Az állampapír egy hitelviszonyt megtestesítő értékpapír, melyet valamely állam bocsát ki abból a célból, hogy az ebből befolyó összeget valamilyen meghatározott célra (például fejlesztésre vagy a meglévő adósságai továbbfinanszírozására) fordítson. Az állampapírok visszafizetését maga az állam garantálja.
Az állampapír különféle devizanemekben bocsátható ki, és a vásárlói (jegyzői) körét is a kibocsátó állam (vagy az azt képviselő szervezet) határozza meg. A kibocsátó a kibocsátáskor meghatározott módon és időben az állampapír birtokosának kamatot fizethet vagy – diszkont kincstárjegy esetén – a kibocsátáskor a névértékénél olcsóbban kínálja jegyzésre, és a lejáratkor kifizetett névérték és az olcsóbb jegyzési ár közötti különbség működik kamatként.
Korábban az állampapírokat nyomdai úton állították elő, ami azt igazolta, hogy az eredeti jegyző hitelt adott az adott államnak. A fizikai formájában is létező állampapír lehetett névre vagy bemutatóra szóló. A névre szóló állampapírt a másodlagos piacon történő értékesítéskor az új tulajdonos nevére kellett átírni, a bemutatóra szóló papíroknál erre nem volt szükség. (Ez utóbbi tulajdonsága miatt kedvelt volt anonim fizetőeszközként, de például a Drágán add az életed! című filmben is a gengszterbanda célja a Nakatomi vállalat széfjében lapuló sokszáz milliónyi bemutatóra szóló német állampapír megszerzése.)
Éppen az esetleges visszaélések, illetve biztonsági megfontolások és költségszempontok miatt ma már az állampapírokat leginkább elektronikus jel formájában bocsátják ki, azaz fizikai értelemben nem léteznek (vagyis nincs bemutatóra szóló forma), a jegyzője vagy vásárlója az értékpapír-számláján tartja a „papírokat”, innen adhatja-veheti, illetve itt számolják el a kamatokat is, lejáratkor pedig innen váltja vissza a kibocsátó és fizeti ki az ellenértékét.

## Kincstárjegy és államkötvény
Az állampapíroknak két fajtája van: a rövid lejáratú kincstárjegy (egy évnél rövidebb lejárat) és a hosszabb lejáratú államkötvény (egy évnél hosszabb lejárat).
A kincstárjegy előnye, hogy rövid időre kötjük csak le a pénzünket, emellett viszonylag alacsony költség mellett lehet az állampapírt visszaváltani, ha meggondoljuk magunkat, vagy szükség lenne a lekötött összegre. Ezért cserébe ugyanakkor a hosszabb lejáratú államkötvényekhez képest alacsony a kamatozása.
A hosszabb távú államkötvények esetében a kamat nagyobb, ugyanis a kockázat is magasabb a futamidő miatt. Itt ugyanakkor veszteséggel lehet számolni, amennyiben idő előtt vissza akarjuk váltani a kötvényt.

## Kamatok, hozam és tőke
A kölcsönért cserébe az állam kamatot fizet, amely lehet előre meghatározott vagy az infláció függvényében változó. Utóbbi esetben általában évente egyszer változhat csak a kamatok mértéke. A kamatfizetésre évente, félévente kerülhet sor.
A hozam az árfolyam változásának köszönhető. Ha az árfolyamok kedvezően alakulnak, az előre rögzített kamaton felül többlet is termelődik.
Az állampapírokat előre meghatározott időre vásároljuk. Amikor ez az idő letelik, az államkötvény lejár, az állam pedig egy összegben visszafizeti a tőkét, vagyis azt az összeget, amiért állampapírt vásároltunk. Kivételt képez ez alól a diszkont kötvény, melynek esetében kamat nincs, ugyanakkor alacsonyabb névértéken lehet megvásárolni, a nyereséget pedig az árfolyamnyereség adja.
Az egyes lakossági állampapírok hozamának kiszámolásához segítséget nyújthat valamely ingyenesen elérhető kalkulátor, pl. a Magyar Állampapír Kalkulátor.

## Kockázat
Az állampapírok után fizetett kamatok mértéke a kockázattól függ. Mivel a kockázat mértéke eltérő, a fizetett kamatok sem egyformák. Az alap mindig egy kockázatmentes hozam, erre jön felár a rizikó alapján. Amikor az állampapírokat kibocsátják, három kockázatot áraznak be.
1. A nem fizetés kockázata. Ez röviden annyit jelent, hogy minél nagyobb esély van arra, hogy a lejárati idő végén a kibocsátó nem fogja a tőkeösszeget visszafizetni, annál nagyobb kamatot kell fizetnie a futamidő alatt. Állampapír esetében viszonylag kevés az esély arra, hogy nem fognak fizetni, ezért a kamatok nem különösebben magasak.
2. A futamidő. Minél hosszabb a futamidő, annál magasabb a kamat is, ugyanis a jövő köztudottan ismeretlen, és minél távolabb tekintünk, annál kevésbé tudjuk, mi vár ránk. A futamidő egy olyan tényező, ami egyénileg is változtathat a kamatok mértékén: nem mindegy, hogy a hitelező 1 évre, vagy 30 évre vásárol állampapírt.
3. Deviza. Állampapírt devizában is lehet vásárolni, ez pedig szintén befolyásolja a kamatok mértékét. A gyenge, bizonytalan deviza esetében a kamat magasabb, mint egy erősebb, biztosabb pénznemnél, hiszen a kockázat is magasabb.

## Garancia
Minden kötvény esetében felmerül a kérdés, hogy ki garantálja, hogy a kibocsátó valóban vissza tudja-e fizetni a tőkét. A magyar állampapírokra tőke- és hozamgarancia van. Maga az állam garantálja a visszafizetést. Ha az állampapírt közvetlenül a Magyar Államkincstárnál vásároljuk meg, a rá vonatkozó garancia korlátlan.
Állampapír vásárlásakor jóval kisebb a kockázat, mintha egy vállalattól vagy banktól vásárolnánk kötvényt, ugyanis az állam nem megy egykönnyen csődbe.
Az államcsőd nagyon ritka, és nem egy pillanat alatt megy végbe. Számos eszköz bevethető ellene, és ezekkel általában el is kerülhető, például adóemeléssel, a kiadások csökkentésével, sőt pénz nyomtatásával is. Az állampapír vásárlása tehát viszonylag biztonságos, bár némi veszélye azért akad.

## Kötvények eladása
A kibocsátó általában nem vállalkozik a kötvények futamidő előtti visszaváltására. Annak érdekében, hogy a kibocsátott kötvények mégis forgalomképesek legyenek és a befektető időközben is ki tudjon szállni a befektetéséből, különféle megoldásokat alkalmaznak. Egyrészt az államkötvényt bevezetik egy vagy több tőzsdére, ahol a befektetők kereskedhetnek vele (másodlagos piac), illetve a kibocsátó megbízhat árfolyamjegyző céget (pl. brókercéget vagy befektetési bankot), aki azt vállalja, hogy a futamidő alatt pl. munkanapokon vételi és eladási árfolyamot jegyez a kötvényre, és adott limitált mennyiségig az adott napon kötelezettséget vállal arra, hogy ezen az árfolyamon üzletet is köt bárkivel (gyakran a tőzsdén, ún. önkötés formájában). Így tehát ha a befektető a lejárati idő előtt szeretné eladni az állampapírt, azt a másodlagos piacon, a piacon eladáskor esedékes állampapír-piaci hozamszinten teheti meg, vagy az árfolyamjegyzőnek értékesítheti az adott mennyiségig. Ez jelentheti azt is, hogy nyeresége lesz rajta, de azt is, hogy vesztesége.
Egy állampapír értékét úgy szokták meghatározni, hogy a jövőben fizetendő kamatnak és a tőkét kiszámítják az aktuális értékét. Minél hosszabb az állampapír hátralévő futamideje, annál nagyobb a benne rejlő kockázat. Mindezek a kockázatok és az egyéb várakozások (a kibocsátó állam adósbesorolása, politikai helyzete, a piac likviditása, stb.) valamint a konkrét kötvény forgalma határozzák a piac résztvevőinek megítélését az adott kötvényt illetően, és általában ez határozza meg a piacon kialakuló árat, illetve a vételi és eladási ajánlatok árfolyamát.